# Guadalix
El Guadalix (o Miraflores en el seu tram superior) és un riu espanyol, afluent del Jarama i aquest del Tajo, que discorre íntegrament per la Comunitat de Madrid. Neix a la serra de la Morcuera, a més de 2.000 m d'altitud, dins el municipi de Rascafría. Aquesta alineació muntanyosa pertany geològicament al vessant sud de la serra de Guadarrama.
Com a senya emblemàtica al llarg del seu curs, trobam el Canyó del Guadalix, just vora el poble de San Agustín del Guadalix - Madrid (Serra de Guadarrama - Sistema Central).